# St. Martin (Zoppoten)

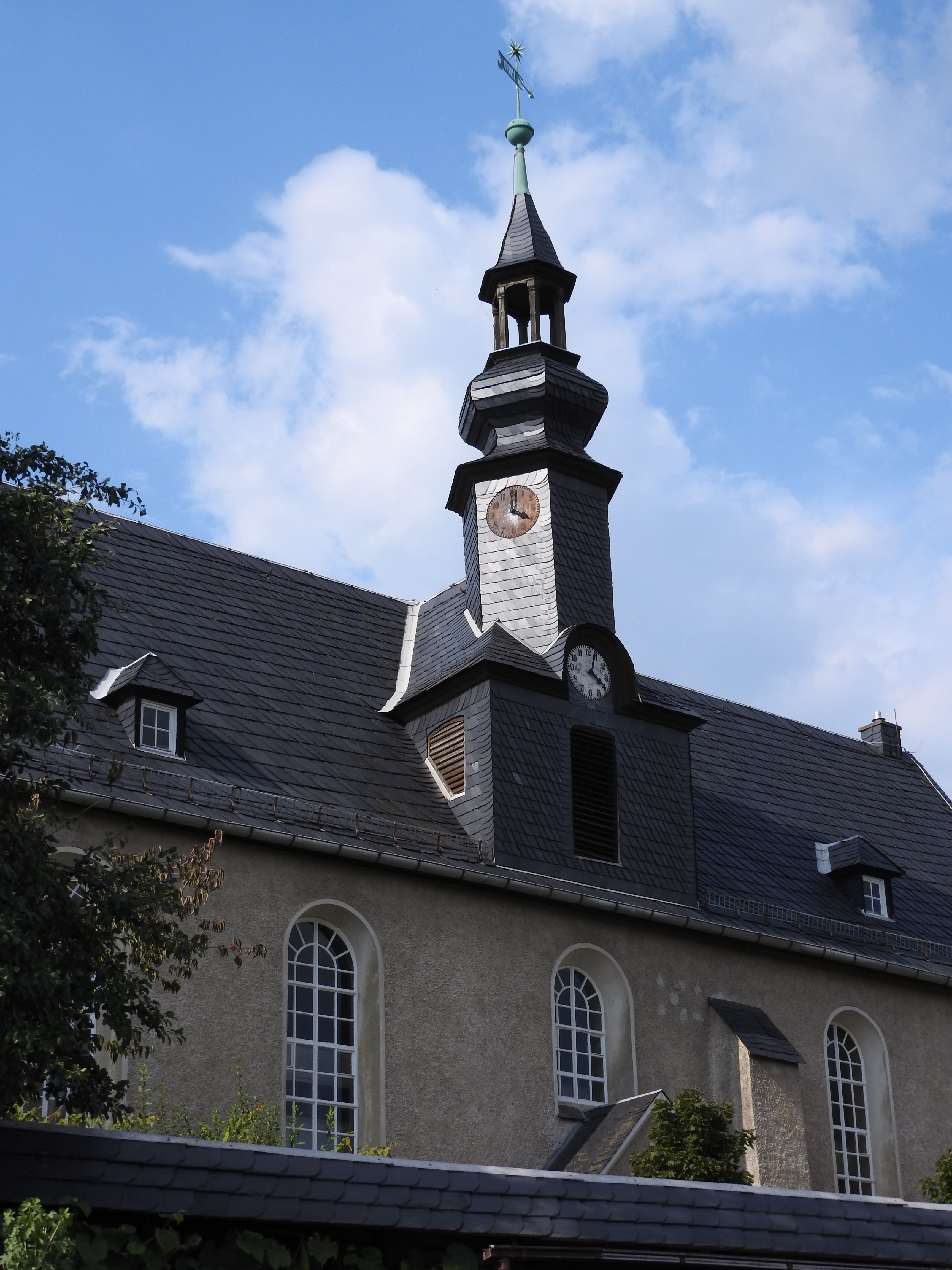
St. Martin

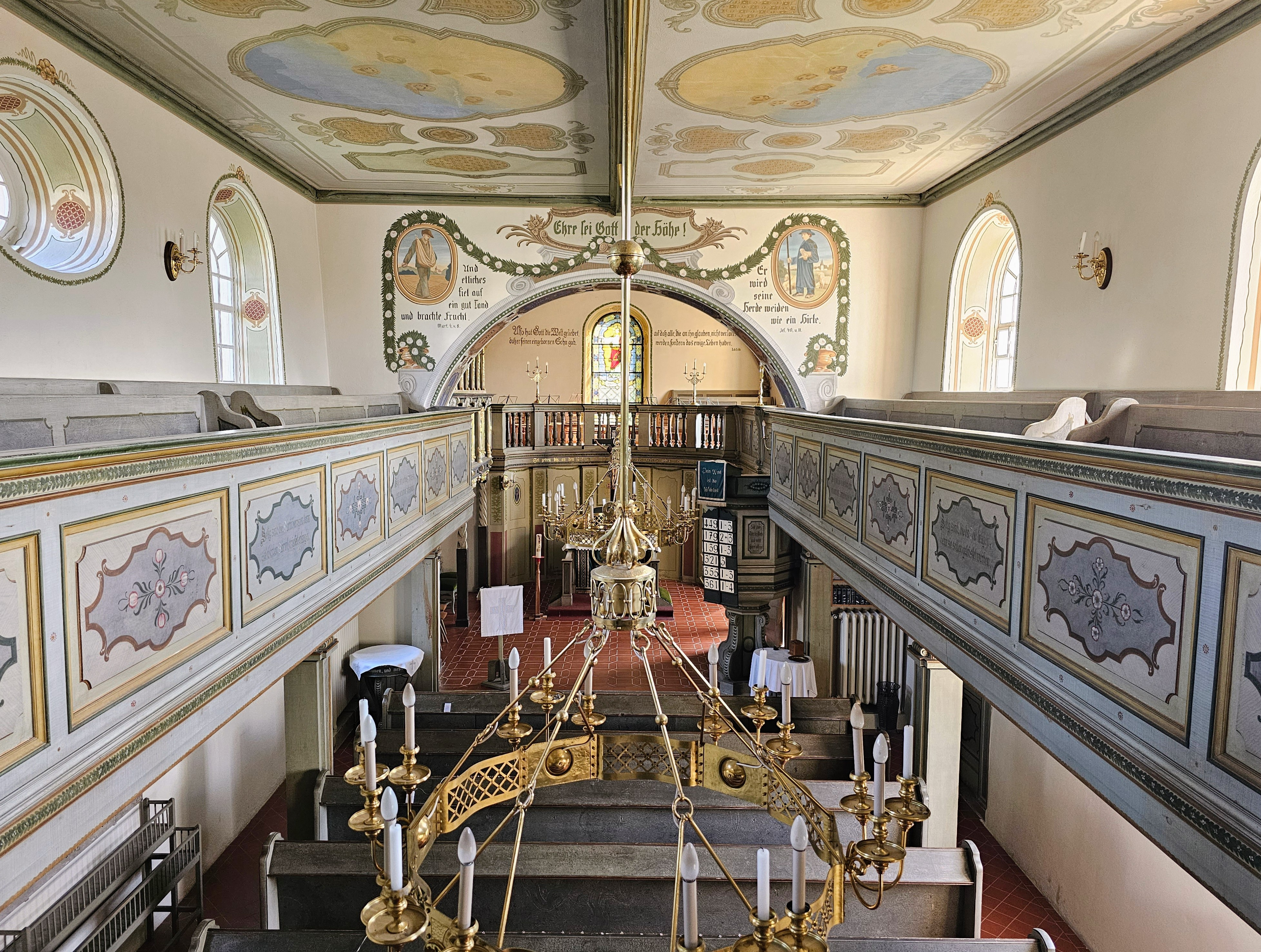
Innenraum (2023)

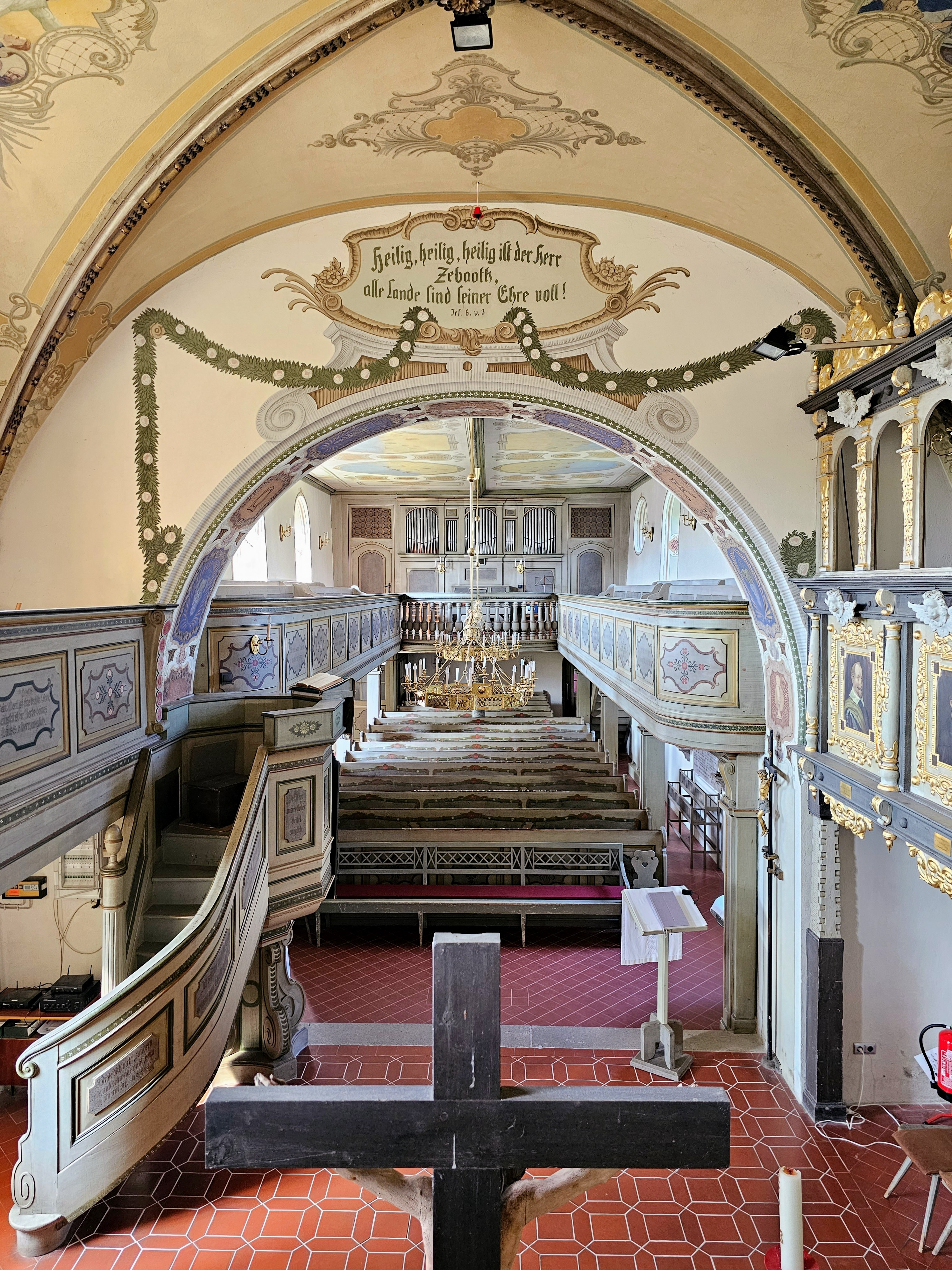
Innenraum, Blick zur Orgel

Die evangelisch-lutherische denkmalgeschützte Kirche St. Martin steht in Zoppoten, einem Ortsteil der Stadt Saalburg-Ebersdorf im Saale-Orla-Kreis in Thüringen.
Die Kirchengemeinde Zoppoten gehört zum Pfarrbereich Zoppoten im Kirchenkreis Schleiz der Evangelischen Kirche in Mitteldeutschland.

## Beschreibung
Die Entstehung der Kirche fällt in die Zeit kurz nach 1200. Später hat der Deutsche Orden für eine Erweiterung der Kirche gesorgt, indem er die kleine, aus Apsis und Chor bestehende Kapelle um das Langhaus zu einer rechteckigen Saalkirche erweiterte. Die Mauern des östlichen Gebäudeteils sind erhalten geblieben. Die ehemalige halbrunde Apsis wurde abgetragen. Im 15. Jahrhundert wurde die Kirche umgebaut. 1791 wurde sie mit den heutigen Fenster und dem südlich auf das Zwerchhaus gesetzten Dachreiter mit Laterne versehen. Bis dahin hingen die drei Kirchenglocken in einem freistehenden Glockenstuhl vor der Kirche.
Die heutige Gestaltung des Innenraums, er ist mit einem hölzernen Kreuzgewölbe überspannt, ist das Ergebnis der Renovierung von 1910. Unter dem Anstrich des Innenraums der Kirche im Bereich des Altarraums wurden Wandmalereien aus der Zeit der Romanik entdeckt, sie sind damals bei einer erneuerten Ausmalung der Kirche wieder abgedeckt worden. Die Emporen und die Patronatsloge stehen auf geschnitzten Säulen aus dem 17. Jahrhundert. Die Brüstung der Loge ist mit Porträts von Martin Luther, Philipp Melanchthon, Friedrich des Weisen und König Gustav Adolf von Schweden und dem Wappen der Familie von Reitzenstein verziert.
Die Orgel mit 17 Registern, verteilt auf zwei Manuale und das Pedal, wurde 1910 von Ernst Poppe & Sohn gebaut und 2006 vom Vogtländischen Orgelbau überholt.